# Emma Anhalt-Bernburg-Schaumburg-Hoym
Emma von Anhalt-Bernburg-Schaumburg-Hoym (ur. 20 maja 1802, zm. 1 sierpnia 1858) – księżniczka Anhalt-Bernburg-Schaumburg-Hoym z dynastii askańskiej, poprzez małżeństwo księżna Waldeck-Pyrmont. W latach 1845–1852 sprawowała regencję w imieniu syna Jerzego Wiktora. Księstwo to było wówczas członkiem Związku Niemieckiego (będącego luźną konfederacją państw).
Była córką księcia Anhalt-Bernburg-Schaumburg-Hoym Wiktora II i jego żony księżnej Amelii. 
26 czerwca 1823 poślubiła księcia Waldeck-Pyrmont Jerzego II. Para miała pięcioro dzieci:
- księżniczkę Augustę (1824–1893),
- księcia Józefa (1825–1829)
- księżniczkę Herminę (1827–1910),
- Jerzego Wiktora (1831–1893), kolejnego księcia Waldeck-Pyrmont
- księcia Wolrada (1833–1867)